# Telchinia parrhasia
Telchinia parrhasia is een vlinder uit de familie van de Nymphalidae. De wetenschappelijke naam van de soort is voor het eerst gepubliceerd in 1793 door Johann Christian Fabricius.

## Verspreiding
De soort komt voor in Guinee, Sierra Leone, Liberia, Ivoorkust, Ghana, Benin, Nigeria, Kameroen, Equatoriaal Guinee, Gabon, Centraal Afrikaanse Republiek, Congo-Kinshasa, Ethiopië, Oeganda, Kenia, Rwanda, Tanzania, Angola en Zambia.

## Waardplanten
De rups leeft op Dioscorea smilacifolia (Dioscoreaceae), Scepocarpus rigida, Scepocarpus sansibarica en Scepocarpus trinervis (Urticaceae) en soorten van het geslacht Urtica (Urticaceae).

## Ondersoorten
- Telchinia parrhasia parrhasia (Fabricius, 1793) (Guinee, Sierra Leone, Liberia, Ivoorkust, Ghana, Zuid-Benin, Nigeria, West-Kameroen)
- Telchinia parrhasia servona (Godart, 1819) (Nigeria, Kameroen, Equatoriaal Guinee (Bioko), Gabon, Centraal Afrikaanse Republiek, Congo-Kinshasa, Zuid-Ethiopië, Oeganda, Kenia, Rwanda, Noordwest-Tanzania, Angola en Noordwest-Zambia)
  - = Acraea servona Godart, 1819
  - = Acraea parrhasia servona Godart, 1819
  - = Acraea lycoides Boisduval, 1836
  - = Acraea dejana Godman & Salvin, 1890
  - = Acraea cerceis rhodina Rothschild & Jordan, 1905
  - = Acraea servona limonata Eltringham, 1912
  - = Acraea servona tenebrosa Eltringham, 1912
  - = Acraea servona kenya van Someren & Rogers, 1926